# 线药算盘子
线药算盘子（学名：Glochidion chademenosocarpum）为大戟科算盘子属下的一个种。

## 扩展阅读
- 維基物種上的相關：线药算盘子